# 1982년 우라카와 해역 지진
우라카와 해역 지진(일본어: 浦河沖地震 うらかわおきじしん[*]) 은 1982년 3월 21일에, 홋카이도의 우라카와 해역에서 발생한 지진이다. 지진 규모는 M7.1. 우라카와정에서 최대 진도6을 기록했다. 이 지진으로 167명이 부상했다.

## 진도
진도4 이상을 관측한 지역은 다음과 같다.
| 진도 | 도도부현   | 시정촌                                                                       |
| ---- | ---------- | ---------------------------------------------------------------------------- |
| 6    | 홋카이도   | 우라카와정                                                                   |
| 4    | 홋카이도   | 삿포로시, 오타루시, 굿찬정, 이와미자와시, 도마코마이시, 오비히로시, 히로오정 |
| 4    | 아오모리현 | 무쓰시                                                                       |

## 참고 문헌
- 昭和57年 (1982年) 浦河沖地震 (気象庁) - 地震予知連絡会会報 第28巻
- 国立天文台 『理科年表 令和3年』 丸善 P.803 ISBN 978-4-621-30560-7